# Платовский проспект
Пла́товский проспект — проспект в центре Новочеркасска, протянувшийся с северо-востока на юго-запад города, от Железнодорожной до Северной улицы. Назван в честь Матвея Ивановича Платова — основателя Новочеркасска.

## Описание
Длина проспекта составляет 3200 м. В исторической части города (между Северной улицей и площадью Ермака) он пересекает Западенскую балку, Кирпичную, Михайловскую, Богдана Хмельницкого, Орджоникидзе, Пушкинскую, Московскую и Атаманскую улицы, далее — ещё пять улиц. На участке между площадью Ермака и улицей Орджоникидзе посередине четырёхполосной проезжей части (по две в каждую сторону) проходит аллея шириной 15 м, на остальном протяжении движение автотранспорта осуществляется по двум полосам. В разных частях по проспекту курсируют автобусы и такси 23 маршрутов. Также на проспекте расположена Площадь Платова.
Застройка проспекта велась в обе стороны от площади Ермака. Зримо проспект делится на три близкие по протяженности, но разные по архитектурно-пространственной организации части. Первая проложена по северо-восточному склону Бирючекутской возвышенности: неширокая, плавно уходящая вниз, проезжая часть обрамлена широкими грунтовыми полосами с тремя-четырьмя рядами деревьев, застроена в основном одно-, полутора- и двухэтажными домами. Время их постройки, как и архитектурный облик различаются. Встречаются как солидные старинные особняки, тяготеющие к определенному стилю или с образцовым главным фасадом, так и деревянные дома — курени послевоенной постройки. Вторая часть почти горизонтальная с бульваром, здесь находятся старейшие в Новочеркасске здания первой половины XIX века и дома сталинской архитектуры 1950-х годов. Третья часть с заметным уклоном, переходящим в крутой спуск к Западенской балке, где и заканчивается проспект.

## Достопримечательности
| Номер дома | Изображение | Описание |
| ---------- | ----------- | --- |
| 37         |             | Третий учебный корпус Новочеркасского инженерно-мелиоративной академии имени А.К. Кортунова. До 1962 года здесь находился Новочеркасский ветеринарный институт. Здание было построено в 1891 году для епархиального училища по проекту П. С. Студеникина. Архитектура здания в целом выполнена в духе эклектики. Общие пропорции, строгая симметрия главного фасада, а также оформление первого этажа, соответствуют канонам классицизма. В решении второго и третьего этажей широко использованы элементы древнерусского зодчества, такие как обрамления арочных оконных проёмов, изящные стилизованные колонны с резными капителями и ряды кокошников — раковин на аттиках, завершающих боковые и центральный ризалиты. |
| 45         |             | Дом офицеров. Бывший архиерейский дом, построенный в конце XIX века. В 1924 году был передан государственным учреждениям, после освобождения Новочеркасска от немецких оккупантов здесь разместился Дом офицеров. |
| 59         |             | Учебный корпус Новочеркасского военного института связи. Здание построено в 1883 году по проекту А. А. Ященко, до 1918 году в нём находилась Донская духовная семинария — затем детская трудовая колония. Фасад выполнен с использованием элементов церковной архитектуры и отличается сложным рисунком кирпичной кладки. |
| 60         |             | Здание военной комендатуры, первоначально — гауптвахта является старейшим сохранившимся памятником классической архитектуры в Новочеркасске. |
| 61         |             | Классическое Здание войсковой канцелярии было построено в 1844 году и так же является одним из старейших в Новочеркасске. Оно задало тон застройке центра города. Изначально главным фасадом оно было обращено не к проспекту, а к обширной и пустынной тогда Александровской площади, ограниченной Платовским проспектом и улицами Атаманской, Александровской, Почтовой (ныне — Пушкинской). |
| —          |             | Памятник атаману М. И. Платову в Александровском саду был открыт в 1853 году и стал первой скульптурной композицией в городе. |
| 120        |             | Новочеркасский банно-прачечный комбинат построен в 1930-х годах в стиле конструктивизм. Поскольку в те годы количество домов, подключённых в водопроводу было очень мало баня пользовалась большой популярностью у горожан. |
| 79         |             | Михаило-Архангельский собор XIX века — архитектурная доминанта юго-западной части города. Архитектура выполнена в русском стиле. |
| —          |             | Западная триумфальная арка — одна из двух арок-близнецов, построенных в Новочеркасске в 1817 году в честь победы в Отечественной войне 1812 года. Обе символизируют большой вклад Донского казачества в борьбе с Наполеоном. |

### Памятные доски

На доме № 64
Фрикке Лонгин Христианович
Пониделко Анатолий Васильевич